# Stellifer venezuelae
Stellifer venezuelae és una espècie de peix de la família dels esciènids i de l'ordre dels perciformes.

## Morfologia
- Els mascles poden assolir 20 cm de longitud total.[4][5]

## Hàbitat
És un peix de clima tropical i demersal.

## Distribució geogràfica
Es troba a l'Atlàntic occidental: la costa septentrional de Colòmbia i l'oest de Veneçuela.

## Observacions
És inofensiu per als humans.